# Роско, Генри Энфилд
Генри Энфилд Ро́ско (англ. Henry Enfield Roscoe; 7 января 1833, Лондон — 18 декабря 1915) — британский химик, один из первых исследователей химии ванадия и фотохимии.
Член Лондонского королевского общества (1863).

## Биография
Генри Энфилд Роско родился в Лондоне, образование получил в школе для мальчиков в Ливерпуле и университетском колледже Лондона, после чего отправился работать ассистентом к химику Роберту Бунзену в Гейдельберг. В 1857 году был назначен профессором химии в колледже Оуэна в Манчестере, где работал до 1886 года, после чего перешёл в недавно на тот момент основанный университет Виктории. В 1884 году за свои научные заслуги был посвящён в рыцари, с 1896 по 1902 год был вице-канцлером Лондонского университета.
Фотохимические исследования начал в Гейдельберге под руководством Бунзена и проводил их с 1855 по 1862 год; эти исследования дали точные (на то время) определения фотохимического действия света и положили начало этому направлению в физической химии. Кроме того, Роско занимался спектрохимическими исследованиями, а также исследованиями ванадия и вольфрама. «Уроки элементарной химии» (6 изданий, 1892) Роско переведены на немецкий и другие языки. «Учебник химии» авторства его и Шорлеммера (английское издание 1894 года) получил известность в русском переводе. Известны также его «Чтения по спектральному анализу» (4 издания, Лондон, 1885). 
С Гексли и Б. Стюартом издал «Macmillan’s Science primer series»; в 1895 году опубликовал «John Dalton and the rise of modern Chemistry».

## Награды
- Бейкеровская лекция (1865, 1868)
- Королевская медаль (1873)
- Медаль Эллиота Крессона (1912)

## Память
В честь учёного была названа ванадиевая слюда роскоэлит.
Один из корпусов Манчестерского университета носит название Роско-билдинг (англ. Roscoe Building).

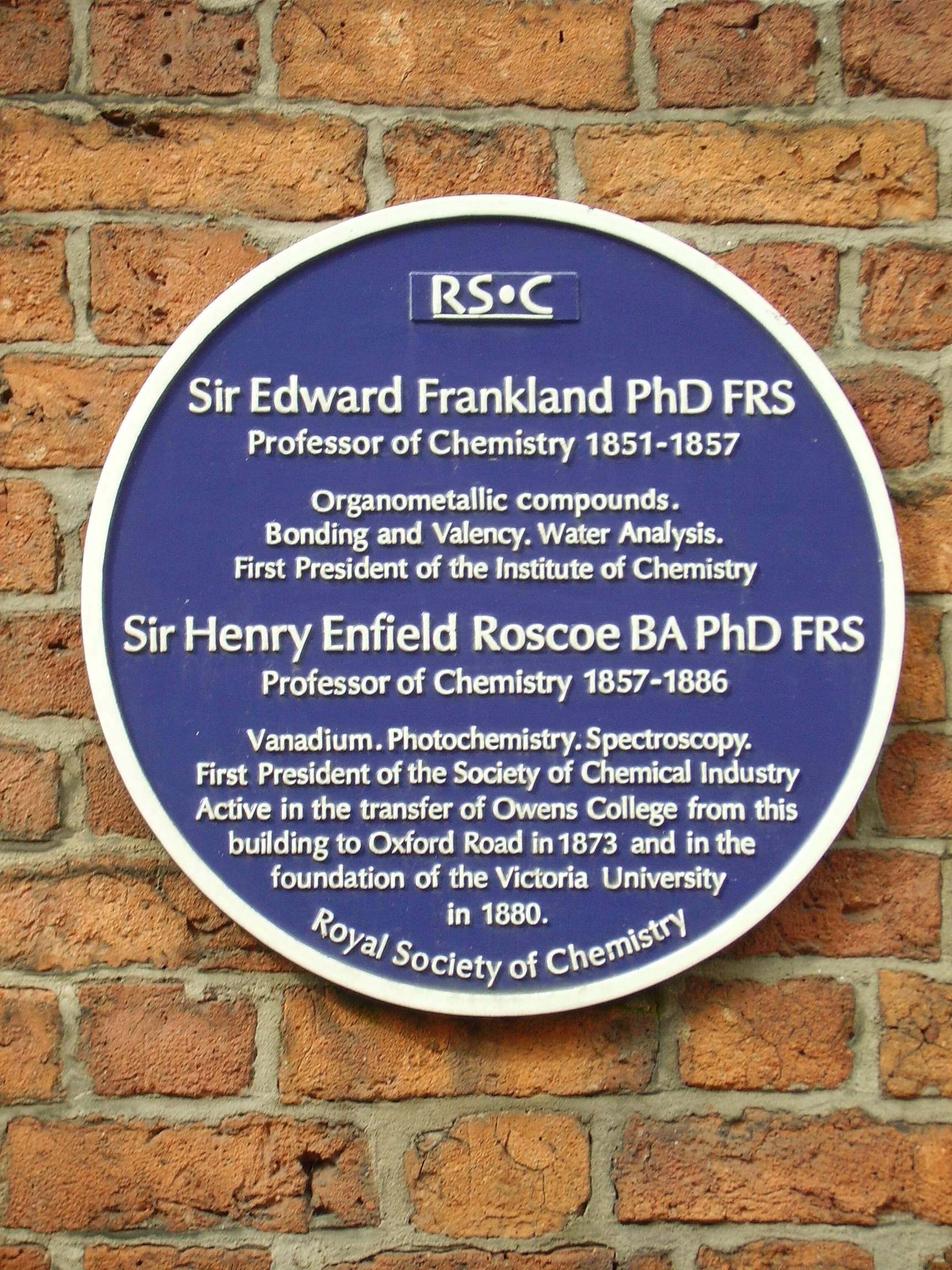
Синяя табличка, посвящённая сэру Генри Роско, на улице Манчестера